# أنزانو دي بوليا
أنزانو دي بوليا (بالإيطالية: Anzano di Puglia) هي بلدية في مقاطعة فودجا في إقليم بوليا الإيطالي.

## السكان
تطور النمو السكاني لـ أنزانو دي بوليا